# Cyclorama (théâtre)
 (novembre 2023).
Si vous disposez d'ouvrages ou d'articles de référence ou si vous connaissez des sites web de qualité traitant du thème abordé ici, merci de compléter l'article en donnant les références utiles à sa vérifiabilité et en les liant à la section « Notes et références ».
Pour les articles homonymes, voir Cyclorama.
Le cyclorama est, au théâtre, un rideau tendu semi-circulaire en fond de scène. Il se développe entre les murs cour, lointain et jardin. Il peut suivre une ligne courbe continue, ou n'être courbe que dans les angles lointain, cour et jardin.
On le fixe à une perche spéciale et semi-circulaire, la cerce, laquelle lui imprime en fait sa forme concave. Généralement, il occupe une hauteur maximale et « se perd » dans les cintres. Sa couleur habituellement blanc bleuté contribue à donner au spectateur une impression d'immensité céleste des plus étonnantes. Aujourd'hui, très souvent, les gens de théâtre ont tendance à nommer cyclorama ou plutôt « cyclo » tout rideau ou toile de fond tendu et neutre ou céleste, même s'ils sont plats. Bien qu'impropre, cet usage s'est désormais imposé.
Louis Daguerre (1787-1851) introduisit ce procédé en France, il multiplia les praticables et expérimenta de nouveaux effets lumineux. Ses innovations en matière de décor participèrent à la « révolution romantique » théâtrale. Il collabora avec le grand décorateur Cicéri (1782-1868).